# 田村康仁
田村 康仁（たむら やすひと、1963年3月30日 - ）は、日本中央競馬会（JRA）・美浦トレーニングセンターに所属する調教師である。
実父は元騎手・元調教師の田村駿仁。

## 経歴
1963年3月30日、千葉県生まれ。
1986年11月から田中和夫厩舎の調教助手を務めた。その後1997年に独立し、美浦トレセンに厩舎を開業した。
1998年5月23日、東京競馬場の4歳未勝利戦にリネンハーバーで初出走。7月18日にステートリーシチーで函館競馬場4歳未勝利戦を勝って初勝利を挙げた。
2001年4月28日にルゼルで青葉賞を勝って重賞初勝利。2015年12月13日にはメジャーエンブレムで阪神ジュベナイルフィリーズを勝ってGI初勝利を収めた。

## 調教師成績
- 以下の内容は、日本中央競馬会（JRA）[1]およびnetkeiba.com[2]に基づく。

|            | 日付           | 競馬場・開催  | 競走名            | 馬名               | 頭数 | 人気 | 着順 |
| ---------- | -------------- | ------------- | ----------------- | ------------------ | ---- | ---- | ---- |
| 初出走     | 1998年5月23日  | 3回東京1日3R  | 4歳未勝利         | リネンハーバー     | 14頭 | 11   | 13着 |
| 初勝利     | 1998年7月18日  | 2回函館3日3R  | 4歳未勝利         | ステートリーシチー | 12頭 | 4    | 1着  |
| 重賞初出走 | 1998年11月14日 | 5回東京3日11R | 京王杯3歳S        | マイネルリーダー   | 9頭  | 5    | 9着  |
| 重賞初勝利 | 2001年4月28日  | 2回東京3日11R | 青葉賞            | ルゼル             | 16頭 | 3    | 1着  |
| GI初出走   | 2001年5月6日   | 2回東京6日11R | NHKマイルC        | エアヴァルジャン   | 18頭 | 4    | 15着 |
| GI初勝利   | 2015年12月13日 | 5回阪神4日11R | 阪神ジュベナイルF | メジャーエンブレム | 18頭 | 1    | 1着  |

## 主な管理馬
太字はGI・JpnI競走を示す

### GI級競走優勝馬
- メジャーエンブレム（2015年阪神ジュベナイルフィリーズ、2016年デイリー杯クイーンカップ、NHKマイルカップ）
- アスクビクターモア（2022年弥生賞ディープインパクト記念、菊花賞）[3]

### その他重賞競走優勝馬
- ルゼル（2001年青葉賞）
- エアピエール（2003年佐賀記念）
- マイネルブルック（2004年きさらぎ賞）
- レッドアゲート（2008年フローラステークス）
- ディアジーナ（2009年デイリー杯クイーンカップ、フローラステークス）
- ケイアイドウソジン（2012年ダイヤモンドステークス、2014年阪神スプリングジャンプ）
- センチュリオン（2018年マーチステークス）
- グロンディオーズ（2021年ダイヤモンドステークス）

## 主な厩舎所属者
- 江田勇亮（2015年1月14日 - ）